# Lucette Pla-Justafré
Lucette Pla-Justafré   (Ceret, 24 de maig de 1913 - Illa, 1 d'abril de 2000), o Lucie Justafré, va ser una mestra nord-catalana molt vinculada a Illa, que participà en la resistència francesa durant la Segona Guerra Mundial i que posteriorment ocupà diverses responsabilitats polítiques des dels rengles del Partit Comunista Francès (PCF).

## Biografia
El 1930 entrà a l'Escola Normal de Perpinyà, on milità en una agrupació estudiantil. Va ser nomenada mestra del Pertús el 1937, i en aquesta població fronterera visqué en primera línia el drama dels republicans que s'hagueren d'exiliar en finir la guerra civil espanyola el 1939. Juntament amb un altre mestre, acollí infants refugiats a la seva escola i fins i tot a casa seva, i obtingué de Didkowski, prefecte dels Pirineus Orientals, autorització per entrar als camps de refugiats per portar aliments als internats. Aquest activisme, però, li passà factura durant la Segona Guerra Mundial, quan el règim de Vichy la destinà forçosa al poblet de Fillols, al Conflent, titllant-la de "militant sindicalista d'opinions extremes".
S'enrolà a la Resistència i a partir del 1942 serví d'enllaç i d'element d'informació de la xarxa Gallia-Kasanga, alhora que socorria els maquis i ocultava de les autoritats persones perseguides, moltes d'elles jueves. No abandonà, però, la seva tasca quotidiana de mestra: el 1942 va ser enviada a Illa, i allí acabaria la seva carrera, ja amb el càrrec de directora de l'escola.
S'adherí al Partit Comunista Francès a finals del 1944 i, poc després, la seva actuació com a resistent l'avalà per ser elegida per al comitè de depuració de l'administració i de l'educació. L'any 1945, fou elegida com a membre del Consell nacional del sindicat de mestres i, al moment de l'Alliberament, va ser nomenada d'ofici per al Consell municipal d'Illa, elegida el 1947 quan s'organitzaren eleccions municipals. Lucette, amb el senador Léon Jean Grégory, fundà els "Syndicats Intercommunaux Scolaires" (SIS) i la seva Unió Departamental (UDSIS). El 1959 esdevingué la primera tinent d'alcalde d'Illa i continuà sent-ho després de les eleccions municipals del 1965. El 1977 va ser-ne elegida batllessa (i fins al 1983 reelegida successivament). També va ser la primera dona que entrà al Consell General dels Pirineus Orientals, on hi representà el cantó de Vinçà del 1977 al 1983. Derrotada a les eleccions del 1982, es retirà de la vida política.
Els seus documents es conserven a l'Arxiu Departamental dels Pirineus Orientals. En reconeixement de la seva llarga trajectòria i vinculació a la ciutat, Illa dedicà un carrer a la seva memòria.